# An Unearthly Child
An Unearthly Child (alternativním názvem 100,000 BC) je první příběh britského sci-fi televizní seriálu Pán času. Skládá se ze čtyř dílů, které byly poprvé vysílány na BBC TV od 23. listopadu do 14. prosince 1963. Příběh napsal australský scenárista Anthony Coburn, v hlavní roli se představil William Hartnell jako První Doktor, jeho původní společníky ztvárnili Carole Ann Ford (Doktorova vnučka Susan Foreman), Jacqueline Hill (Barbara Wright) a William Russell (Ian Chesterton). První díl začal tím, že Ian a Barbara objevili Doktorovu vesmírnou loď TARDIS na vrakovišti v současném Londýně. Zbývající díly se odehrávají v pravěku mezi neandrtálci, kteří bojují o oheň.
První díl byl zaznamenán v září 1963 černobíle na videopásce. Nicméně vzhledem k několika technických i hereckým chybám na první nahrávce se tvůrci rozhodli epizodu natočit znovu. Na novém natáčení v říjnu byly provedeny drobné změny v charakteru postavy Doktora.
Odvysílání první epizody Pána času 23. listopadu 1963 bylo zastíněno atentátem na Johna F. Kennedyho, jenž se udál předchozí den. Přesto však epizody přilákaly okolo 6 miliónů diváků.